# Ведьма (сборник)
«Ведьма» — сборник рассказов Тэффи, опубликованный в 1936 году в Париже. В него вошли следующие рассказы: «Ведьма», «Вурдалак», «Домовой», «Лешачиха», «Домашние», «Банный чёрт», «Русалка», «Оборотни», «Собака», «Чудит», «Который ходит», «Ведун», «Водяной», «Волчья ночь».

## Оценки
Сама Тэффи признавала сборник «Ведьма» наиболее удачным: «В этой книге наши древние славянские боги, как они живут еще в народной душе, в преданиях, суевериях, обычаях. Все, как встречалось мне в русской провинции, в детстве… Эту книгу очень хвалили Бунин, Куприн и Мережковский, хвалили в смысле отличного языка и художественности. Я, между прочим, горжусь своим языком, который наша критика мало отмечала, выделяя „очень комплиментарно“ малоценное в моих произведениях». По выражению М. Зощенко, Тэффи владела «тайной смеющихся слов».

## Содержание и особенности поэтики
В сборнике «Ведьма» Тэффи развивает тему России прошлого с исконно присущими ей фольклорными образами леших, ведьм, домовых и других персонажей. Иногда это дано сквозь призму детских воспоминаний или ностальгии взрослых героев. Тэффи постоянно обращается в своих рассказах к фольклору, язычеству и христианской религии, к древнерусской литературе. Это свидетельствует не только о стремлении сохранить традиции прошлого. Всё это указывает на существование своеобразной эмигрантской «робинзонады», которая выражается в романтическом стремлении уйти от мира настоящего в прошлое, в мир вымысла и воспоминаний. И, наконец, с помощью таких произведений писатели-эмигранты пытались понять сущность русского национального характера и ответить на мучившие их вопросы о судьбе Родины. Тэффи тоже обратилась к народным поверьям, сказкам и легендам не случайно. Она любовно подбирает осколки прежней жизни, верований и быта, как остатки «нашей провалившейся Атлантиды».
«Рассказы Тэффи в сборнике можно сопоставить с произведениями А. Амфитеатрова, который с такой же любовью и тщательностью изучал славянскую мифологию, чтобы постичь тайны народной души». «В этюде „Лешие сказки“ („Златоцвет“, Прага, 1924), книге „Одержимая Русь. Демонические повести VII века“ (Берлин, 1929) изложение текстов древнерусских памятников подчинено задаче постижения народной психологии».
Как считает Е. М. Трубилова, «по многим параллелям в текстах можно предположить, что Тэффи была знакома с вышедшей в 1903 г. книгой известного русского писателя-этнографа С. В. Максимова (1831—1901) „Нечистая неведомая и крестная сила“».
Тэффи погружается в стихию славянских мифов и сказок, легенд и поверий, наслаждаясь воспроизведением вечного: народной психологии и живого русского языка. Поэтому в книге «Ведьма» меткое выразительное слово самой писательницы достигает высот подлинного мастерства. Незадолго до смерти она вспоминала: «Самая большая радость моя в жизни была, когда Мережковский сказал про мой рассказ „Вурдалак“: „Какой язык. Лесковский язык. Упиваюсь“. Я вообще к похвалам равнодушна, но эта похвала была мне приятна. Лескова я люблю, и полюбила его тогда, когда он был под запретом».
По мнению Э. Хэйбер, мистическое в сборнике тесно переплетено с психологическим, так что в итоге возникает «то, что можно назвать мифологией русской души». Особенно убедительно свою мысль исследовательница раскрывает на материале рассказа «Ведьма», открывающего сборник, где колдовство главной героини, казалось бы, целиком проистекает из веры окружающих в его возможность, и тем не менее оно происходит: «Как там ни посмеивайся, а ведь вышло-то не по нашему, по-разумному и интеллигентному, а по тёмному нянькиному толкованию…»

## Анализ рассказов
В рассказе «Лешачиха» центральным героем является Лешачиха (младшая дочка графа И. — Ядя). Отметим, что лишь её таинственность, непохожесть на других и отрешённость от мира говорят о том, что именно Ядя и является лешачихой. В рассказе нет конкретных причин, которые говорили бы об истинности этого предположения. Что касается внешности данной героини, то в ней было что-то отталкивающее, пугающее: «чересчур белое и одновременно румяное лицо», «чересчур густые брови» (впоследствии сросшиеся), «чересчур чёрные, почти синие волосы, усики».
В тексте 2 фабульных линии:
1. рассказчик приезжает на лето в Волынскую губернию, в имение своей матери. В этом же имении разворачиваются все события, связанные с графом И. и его дочкой Ядей.
2. история о Яде, графской дочке, об её отношениях с родными и окружающими её людьми[4].

В рассказе «Русалка» также две фабульные линии: первая — история жизни горничной Корнели и её гибели. В образе героини переплетается мифическое и реальное (с одной стороны, образ Корнели сквозит жизненными реалиями, с другой — постоянное сравнение её с русалкой, а после и её смерть, приобретает характер мифический, фольклорный). Весь сюжет рассказа построен на раскрытие связей мира реального и ирреального, земного и потустороннего. Вторая фабула нисколько не опровергает первую, а, напротив, дополняет её — это история любви той самой горничной-русалки с конюхом Федько. Без этой линии мы не могли бы говорить и о первой. Их отношения введены автором для того, чтобы подтолкнуть Корнелю к выбору. И в конце рассказа русалка выбирает мир аллюзий и кончает жизнь самоубийством.